# Leopold Schwarzschild
Leopold Schwarzschild, né le 7 décembre 1891 à Francfort en province de Hesse-Nassau, et mort le 2 octobre 1950 à Santa Margherita Ligure en Italie est un journaliste et écrivain allemand. 

## Biographie

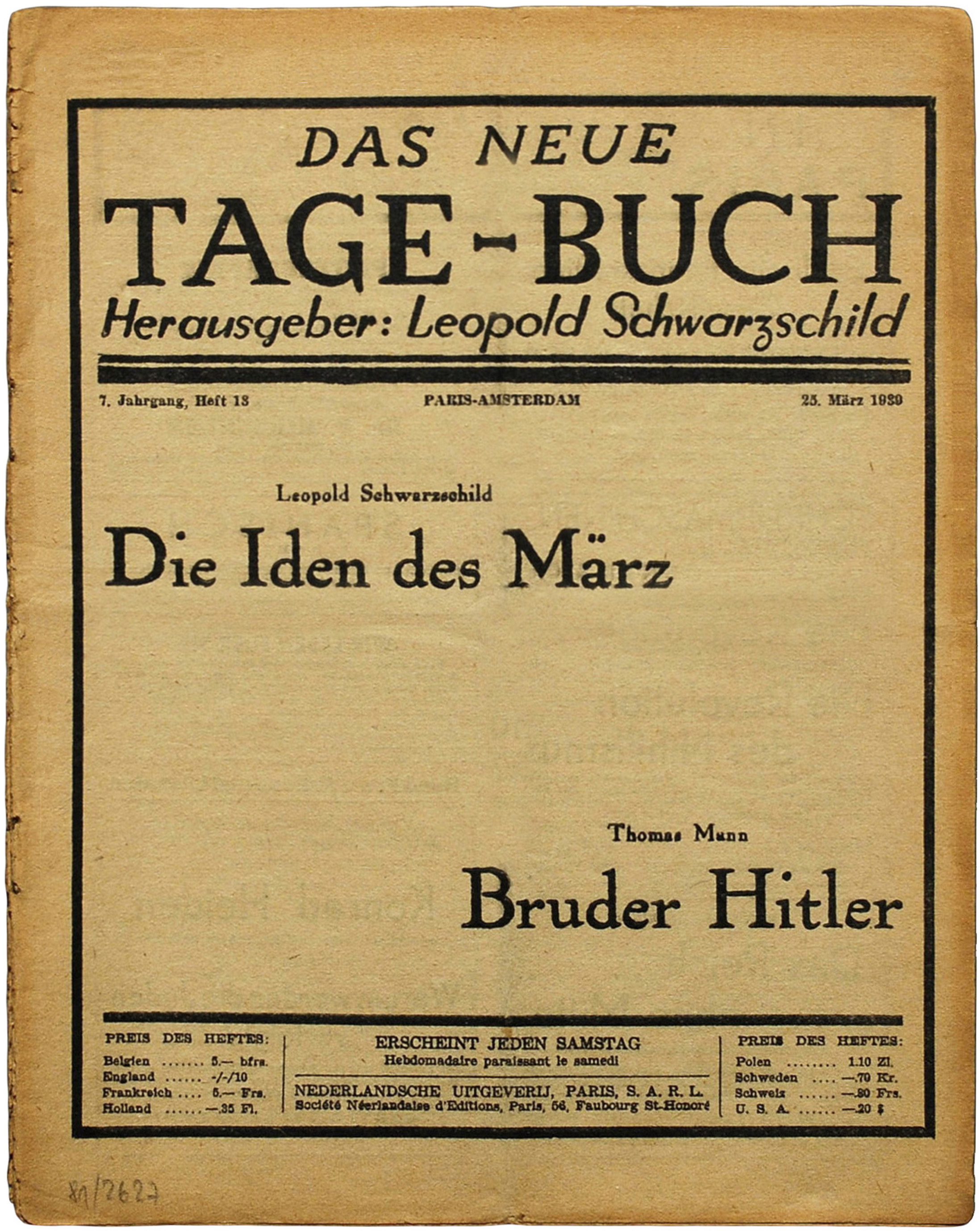
Un numéro de Das neue Tage-Buch

Leopold Schwarzschild est pendant la République de Weimar l'éditeur de la revue Das Tage-Buch, à partir de 1927. 
En 1933, date de l'arrivée au pouvoir des Nazis, Schwarzschild, émigre d'Allemagne et s'exile en France. Là, et ce jusqu'en 1940, il reprend la publication de sa revue sous le nom Das neue Tage-Buch. En 1940, il s'exile aux États-Unis. 

## Ouvrages
- 1934, Das Ende der Illusionen, Amsterdam, Querido Verlag
- 1944, Primer Of The Coming World, New York, Knopf
- 1947, Von Krieg zu Krieg, Amsterdam, Querido Verlag
- 1947, The Red Prussian. The Life and Legend of Karl Marx, New York, Scribner ; parution allemande 1954, Der rote Preuße. Leben und Legende von Karl Marx, Stuttgart
- 2005, Andreas Wesemann (éditeur), Chronik eines Untergangs: Deutschland 1924–1939. Die Beiträge Leopold Schwarzschilds in den Zeitschriften Das Tage-Buch und Das Neue Tage-Buch, Vienne, Czernin Verlag

## Sources
- (de) Wilhelm Sternfeld, Eva Tiedemann, 1970, Deutsche Exil-Litteratur 1933-1945 deuxième édition augmentée, Heidelberg, Verlag Lambert Schneider.